# Nari
Nari és un riu del Balutxistan, Pakistan, conegut també com a Anambar i com a Beji. Neix prop de Spiraragha i té un curs d'uns 480 km, a la part superior del qual és conegut com a Loralai però després s'uneix al Sehan i agafa el nom d'Anambar; després de passar el territori Marri se l'anomena Beji. Prop de Babar Kach s'uneix al Dada i al Sangam i entra a la plana de Kachhi o es bifurca amb diversos canals alguns dels quals arriben al Sind, i que es perden sense arribar enlloc.